# Петріані
Петріані (груз. პეტრიანი) — село в Грузії.
За даними перепису населення 2014 року в селі проживає 91 особа.